# Sent Genh
Sent Genh (en francès Saint-Gein) és un municipi francès situat al departament de les Landes i a la regió de la Nova Aquitània.

## Demografia
| 1962                                       | 1968 | 1975 | 1982 | 1990 | 1999 | 2007 |
| ------------------------------------------ | ---- | ---- | ---- | ---- | ---- | ---- |
| 358                                        | 370  | 369  | 429  | 426  | 395  | 440  |
| Des de 1962: població sense dobles comptes |      |      |      |      |      |      |

## Administració
| Període   | Identitat     | Partit        |
| --------- | ------------- | ------------- |
| 1959-2008 | Guy Larrieu   |               |
| 2008-     | Guy Despagnet | Divers droite |